# هو ژانگبائو
هو ژانگبائو (انگلیسی: Hu Zhangbao؛ زادهٔ ۵ آوریل ۱۹۶۳) بازیکن بسکتبال اهل چین بود. وی در بازی‌های المپیک تابستانی ۱۹۸۴ شرکت کرده‌است.